# 李相國
李 相國（り そうこく）は、日本の映画監督。日本映画学校（現・日本映画大学）第1期卒業。

## 主な作品

### 映画

#### 監督
- 因幡の白うさぎ（2006年）

#### 助監督
- 暗殺の街 極道捜査線（1997年）
- リング（1998年）
- リング2（1999年）
- うずまき（2000年）
- 発狂する唇（2000年）
- 修羅雪姫（2001年）
- 血を吸う宇宙（2001年）
- ガキンチョ★ROCK（2003年）
- ドラゴンヘッド（2003年）
- オトシモノ（2006年）
- どろろ（2007年）
- 感染列島（2007年）
- フライング☆ラビッツ（2008年）
- GANTZ（2010年）
- DOG×POLICE 純白の絆（2011年）
- 図書館戦争シリーズ
  - 図書館戦争（2013年）
  - 図書館戦争-THE LAST MISSION-（2015年）
- 抱きしめたい -真実の物語-（2014年）
- ストレイヤーズ・クロニクル（2015年）
- デスノート Light up the NEW world（2016年）
- チア☆ダン〜女子高生がチアダンスで全米制覇しちゃったホントの話〜（2017年）
- 去年の冬、きみと別れ（2018年）
- いぬやしき（2018年）
- BLEACH 死神代行篇（2018年）
- キングダム（2019年）
- キングダム2 遥かなる大地へ（2022年）
- ゴールデンカムイ（2024年）